# Graniczny stan nośności
Stan graniczny nośności – stan konstrukcji, z uwagi na nośność, oddzielający stany bezpieczne od stanów niebezpiecznych. Przekroczenie stanu granicznego nośności oznacza z reguły zniszczenie konstrukcji.
Projektowanie według koncepcji stanu granicznego nośności znacznie ułatwia proces projektowania, w szczególności dla materiałów zachowująch się nieliniowo, gdyż zamiast poszukiwania złożonego rozwiązania w jakim stanie będzie konstrukcja pod rozważanym obciążeniem, poszukuje się jakie obciążenie wyczerpie nośność, co z reguły jest prostszym zagadnieniem. Jeśli rozważane obciążenie jest mniejsze od granicznego, to nie zostanie osiągnięty stan graniczny nośności.
Ponieważ osiągnięcie stanu granicznego nośności niesie bardzo poważne konsekwencje, więc projektowanie na ten stan jest podstawowym warunkiem projektowym. Używa się także większych współczynników bezpieczeństwa. W przypadku użycia częściowych współczynników bezpieczeństwa oznacza to użycie wartości obliczeniowych.
Stan graniczny nośności można przedstawić za pomocą poniższej nierówności
Sd≤Rd
Sd jest to siła wewnętrzna wywołana oddziaływaniami zewnętrznymi
Rd jest to siła graniczna obliczona przy założeniu, że naprężenia znajdujące się w przekroju posiadają wartość nośności obliczeniowej materiału z jakiego zostały wykonane